# Teoría de Adán-Dios
La teoría de Adán-Dios es un conjunto de ideas y conceptos desarrollados a partir de un discurso realizado en la década de 1850 por Brigham Young, líder de La Iglesia de Jesucristo de los Santos de los Últimos Días, también conocida como iglesia mormona o iglesia SUD. Si bien la doctrina es rechazada actualmente por la Iglesia SUD, es aún parte aceptada de la teología moderna de algunos fundamentalistas mormones. 
Según Young, Joseph Smith le enseñó que Adán es «nuestro Padre y nuestro Dios, y el único Dios con quien tenemos que ver.» Según estas ideas, Adán fue una vez un hombre mortal que llegó a ser resucitado y exaltado. Vino luego de otro planeta como Miguel para formar la Tierra. Se otorgó a Adán entonces un cuerpo físico y una esposa, Eva, y se hicieron mortales comiendo la fruta prohibida en el Jardín del Edén. Tras dar a luz hijos mortales y establecer la raza humana, Adán y Eva regresaron a sus tronos celestiales, donde Adán sirve como Dios y es el Padre Celestial de la humanidad. Young, se alega, otorgó a Adán diversos papeles en la historia bíblica, chocando en ocasiones frontalmente con muchos dogmas básicos del cristianismo tradicional. Entre otras argumentaciones que parten de dicha teoría y reinterpretaciones de la época, resalta el pronunciamiento de que Adán fue el padre literal de Jesucristo.
Durante el siglo XIX y comienzos del siglo XX, la doctrina de Adán-Dios apareció como parte de la ceremonia de investidura de la iglesia. Sin embargo, la doctrina resultó alarmante para la mayoría de fieles cuando se le introdujo y siguió siendo controversial. La mayoría de mormones y algunos grupos separados, siendo el más notable el apóstol Orson Pratt, rechazaron la doctrina a favor de la teoría bíblica más tradicional de Adán y Eva. Poco tiempo después, Bringham Young murió, la doctrina de Adán-Dios perdió el favor entre la Iglesia SUD y fue reemplazada por una teología más similar a la de Pratt, tal y como fue defendida por teólogos del cambio de siglo como James E. Talmage, B. H. Roberts, o John A. Widtsoe. En 1976, el presidente de la iglesia Spencer W. Kimball afirmó que la Iglesia SUD no apoyaba la doctrina. La mayoría de mormones aceptan a Adán como «el Anciano de los Días», «padre de todos», y el «Arcángel Miguel», pero no lo reconocen como «Dios Padre».

## Antecedentes
Joseph Smith, fundador del Movimiento de los Santos de los Últimos Días o mormonismo, nunca predicó la doctrina de Adán-Dios en sus declaraciones públicas registradas. Sin embargo, los seguidores de la teoría de Adán-Dios apoyan sus creencias en varios de sus discursos. Por ejemplo, Smith dijo, en un sermón en 1839, que Adán era en realidad el arcángel Miguel, quien participó de la Primera Presidencia en la vida premortal. En el mismo sermón Smith dijo que Adán tiene «las llaves del universo», de modo que es a través de su autoridad que todas las «llaves» del sacerdocio (es decir, la capacidad para administrar los poderes exclusivos del sacerdocio) son delegadas desde los cielos. En 1840, Smith dijo que Adán es «a través de quien Cristo ha sido revelado desde el cielo, y seguirá siendo revelado desde ahora». Y, por último, Smith dijo en su discurso del funeral de King Follet, en 1844, que Dios fue una vez un hombre «como uno de nosotros».
Brigham Young y otros adherentes a la teoría de Adán-Dios afirmaban que Joseph Smith fue el revelador de la doctrina, y que él les enseñó en privado dicha doctrina antes de su muerte en 1844. Sin embargo, la visión académica dominante es que la doctrina de Adán-Dios, enseñada por Young y otros, fue una elaboración de las vagas referencias de Smith a la función única de Adán en la doctrina mormona. Aunque a Brigham Young se le atribuye el origen de la doctrina, la fuente original también podría haber sido el consejero de Young, Heber C. Kimball.

## Brigham Young
El segundo presidente de la Iglesia SUD, Brigham Young, dio varios discursos con respecto a la divinidad de Adán, diciendo que, a pesar de que hay más de un Dios, él es el único con el que el ser humano tiene algo que ver:

¡Oíd ahora, habitantes de la Tierra, judíos y gentiles, santos y pecadores! Cuando nuestro padre Adán vino al jardín de Edén, él vino con un cuerpo celestial, y trajo a Eva, una de sus esposas, con él. ÉL ayudó a hacer y organizar este mundo. Él es Miguel, el arcángel, el antiguo de días, de quien hombres santos han escrito y hablado. Él es nuestro padre y nuestro dios, y el único Dios con quien tenemos algo que ver. Todo hombre sobre la tierra, profesando ser cristianos o no, deben oír, y lo sabrán tarde o temprano.

Permítanme afirmar a todos los filósofos de todo tipo sobre la Tierra, cuando me dicen que el padre Adán fue hecho como nosotros del adobe de la tierra, me dicen lo que yo creo ser un cuento ociosa. Cuando me dicen que las bestias del campo fueron hechos de esa manera, están hablando falsedades sin significado. No hay tal cosa en las eternidades donde los Dioses moran… Adán y Eva son los padres de todo con respecto a la carne, y no puedo decir que no son también los padres de nuestros espíritus.

Les digo que cuando vean a nuestro Padre en los cielos, verán a Adán; cuando vean a la madre que dio luz a sus espíritus, verán a al Madre Eva.

Cuánta incredulidad existe en las mentes de los santos de los últimos días con respecto a esta doctrina en particular, la cual les he revelado, y la cual Dios me reveló a mí, a decir, que Adán es nuestro padre y Dios… Nuestro Padre Adán ayudó a hacer esta Tierra, fue expresamente para él, y después de que fue hecha, él y sus compañeros vinieron aquí. Él trajo a una de sus esposas para vivir con él, y ella fue llamada Eva, porque fue la primera mujer en la Tierra. Nuestro Padre Adán es el hombre que se parará frente a las puertas y tendrá las llaves de la vida y salvación eterna para todos sus hijos que han vivido o vivirán sobre la Tierra.

Nuestro Padre creó a todos los espíritus que existieron antes de que se creara un tabernáculo. Cuando nuestro Padre vino al Jardín, Él vino con su cuerpo celestial y trajo a una de sus esposas con él y comió del fruto del Jardín hasta que pudo obtener un tabernáculo [cuerpo]. Y Adán es Miguel Dios, y el único Dios con el que tenemos algo que ver… Y cuando la Virgen María quedó embarazada con el Niño, fue por el Padre y en ninguna otra manera más que la que nosotros hemos sido concebidos. Les diré la verdad tal como está en Dios. El mundo no sabe que Jesucristo, nuestro Hermano Mayor, fue concebido por nuestro Padre en el Cielo. Él fue concebido por el Padre y no por el Espíriu Santo.

## Posición actual de la Iglesia
Tras la muerte de Brigham Young, los líderes de la Iglesia de Jesucristo de los Santos de los Últimos Días consideraron las numerosas interpretaciones de esta teoría como meras especulaciones y negaron que cualquier interpretación particular haya sido avalada por la Iglesia. En 1897, Joseph Fielding Smith, entonces Consejero de la Primera Presidencia, escribió una carta privada concerniente a los discursos de Brigham Young respecto a la llamada «Doctrina de Adán-Dios», en la que constaba lo siguiente:

Dicha doctrina nunca fue sometida a los Consejos del Sacerdocio ni a la Iglesia para su aprobación o ratificación, y nunca fue formalmente o de alguna otra manera aceptada por la Iglesia. No fue por lo tanto en ningún sentido pronunciamiento oficial de la Iglesia. La «simple mención» de Brigham Young había sido dada «sin evidencia innegable ni autoridad» sobre la veracidad de la misma. Sólo las Escrituras, la palabra aceptada de Dios, son la guía y estándar de la Iglesia.